# Bivallum microstrobi
Bivallum microstrobi är en svampart som beskrevs av P.R. Johnst. 1991. Bivallum microstrobi ingår i släktet Bivallum och familjen Rhytismataceae.   Inga underarter finns listade i Catalogue of Life.